# Wolfgang Schulte (Filmproduzent)
Wolfgang Schulte (geb. vor 1975) ist ein deutscher Film- und Fernsehproduzent.

## Leben
Von 1989 bis 1990 absolvierte er eine Ausbildung zum Film- und Fernsehproduzenten am American Film Institute in Los Angeles, Kalifornien, USA. Anschließend war er bis 1994 als freier Produktionsmanager bei RTL tätig und wechselte dann als Executive Producer Fiction zur creatv Fernsehproduktions GmbH. 2003 gründete er gemeinsam mit Dr. Alexander Stille die TransAtlantic Filmhouse AG, die ihren Schwerpunkt in der Produktion von Fernsehformaten hat.
Schulte produzierte zahlreiche Fernsehfilme und Serien und war von 1986 bis auch als Darsteller, Produktionsleiter und Regieassistent tätig.

## Filmografie

### Produzent
- 1986: Die Schlacht der Idioten
- 1986: Egomania – Insel ohne Hoffnung
- 1986: Menu total
- 1987: Der Werwolf von W.
- 1994: Tag der Abrechnung – Der Amokläufer von Euskirchen
- 1995: California Convertible
- 1995: Das ist Dein Ende
- 1997: Die sieben Feuer des Todes
- 1997: Felix – Ein Freund fürs Leben
- 1997: Kommissar Schimpanski – Diamantenjagd
- 1998: Liebe mich bis in den Tod
- 1998: Verfolgt! – Mädchenjagd auf der Autobahn
- 1998: Vickys Alptraum
- 1999: Das Callgirl
- 2000: Danny and Max
- 2001: Absturz in die Todeszone
- 2002: Trautes Heim
- 2003: Savannah
- 2004: Verfluchte Beute
- 2013: Pinocchio

### Darsteller
- 1986: Egomania – Insel ohne Hoffnung
- 1986: Menu total

### Produktionsleiter
- 1988: Schafe in Wales
- 1989: Reise hinter den Spiegel
- 1992: Sielmann 2000
- 2010: Für kein Geld der Welt
- 2011: Fruchtfliegen
- 2012: Fremde Farben

### Regieassistent
- 1988: Der Passagier – Welcome to Germany